# Rhinforbundet
Rhinforbundet (tysk: Rheinbund, fransk: Confédération du Rhin) var et forbund af tyske fyrstedømmer, som var trådt ud af det tysk-romerske rige. Det blev etableret i Paris 12. juli 1806 under pres fra Frankrigs kejser Napoleon Bonaparte.
Ved oprettelsen af Rhinforbundet løsrev først 16 syd- og vesttyske fyrstedømmer sig fra riget og grundlagde en konføderation under «beskyttelse» af Napoleon. Kort tid efter nedlagde Franz 2. kronen som tysk-romersk kejser. Han havde imidlertid i 1804 udråbt sig som kejser af Østrig. Han fulgte dermed et ultimatum fra Napoleon.
I de følgende år sluttede yderligere 23 tyske stater sig til Rhinforbundet. Kun Østrig, Preussen, dansk Holsten og svensk Pommern valgte at stå udenfor. Rhinforbundet var i det væsentlige et militærforbund, og dets medlemmer var forpligtet til at stille store militærkontingenter til Frankrigs rådighed.
Rhinforbundet ophørte med Napoleons nederlag i 1814, og de tyske lande stod nu uden nogen form for samling. Dette varede dog kun frem til 1815 som et resultat af Wienerkongressen, da 39 tyske stater samledes i det Tyske forbund.